# Sainte-Colombe-de-Duras
Sainte-Colombe-de-Duras è un comune francese di 101 abitanti situato nel dipartimento del Lot e Garonna nella regione della Nuova Aquitania.

## Società

### Evoluzione demografica
Abitanti censiti